# 泰亞資產基金
泰亞資產基金股份有限公司，業務為投資泰國證券，爭取長期資本增值，於1989年11月29日（六四民運事件之後）上市，在2006年1月27日退出香港股市，港交所除牌時為0543.HK。

## 事件
在2006年3月10日在股東特別大會通過退出香港股市，同時已清盤。
原因為未能符合交易所條例，加上交易買賣情況偏低。

## 連結
- 本公司除牌消息